# Antoni Samborski
Antoni Samborski (ur. 30 sierpnia 1952 w Malczycach, zm. 14 marca 2023 w Rogowie Legnickim) – polski rolnik i polityk, poseł na Sejm PRL VIII i IX kadencji.

## Życiorys
Syn Stanisława i Katarzyny. W 1969 przystąpił do Związku Młodzieży Wiejskiej, w którym był członkiem Zarządu Wojewódzkiego. Od 1970 prowadził własne gospodarstwo rolne. W 1975 wstąpił do Zjednoczonego Stronnictwa Ludowego, gdzie zasiadał m.in. w prezydium Wojewódzkiego Komitetu w Legnicy. Był radnym Gminnej Rady Narodowej w Prochowicach, został też działaczem spółdzielczości wiejskiej. W 1980 uzyskał tytuł zawodowy magistra inżyniera rolnictwa w Akademii Rolniczej we Wrocławiu. W 1980 został posłem na Sejm PRL VIII kadencji w okręgu Legnica. Był członkiem Komisji Rolnictwa i Przemysłu Spożywczego, Komisji Zdrowia i Kultury Fizycznej oraz Komisji Rolnictwa, Gospodarki Żywnościowej i Leśnictwa. W 1985 uzyskał reelekcję. W Sejmie IX kadencji zasiadał w Komisji Budownictwa, Gospodarki Przestrzennej, Komunalnej i Mieszkaniowej oraz w Komisji Spraw Zagranicznych. W latach 90. zasiadał w radzie gminy Prochowice. W 1998 został radnym powiatu legnickiego. Uzyskiwał reelekcję w 2002, 2006 i 2010 z ramienia lokalnych komitetów związanych z Polskim Stronnictwem Ludowym, którego został prezesem w gminie. W czerwcu 2010 odpowiadał sądownie za jazdę rowerem po wypiciu piwa, za co groziła mu w 2011 utrata mandatu radnego. Nie został on ostatecznie wygaszony, jednak w 2014 Antoni Samborski nie kandydował ponownie w wyborach.
Zmarł 14 marca 2023, pochowany dwa dni później na cmentarzu komunalnym w Prochowicach. Był bratem Tadeusza Samborskiego (byłego posła PSL oraz członka zarządu województwa dolnośląskiego i radnego sejmiku), Alicji Sielickiej (burmistrza Prochowic) oraz Janiny Mazur (radnej powiatu legnickiego).